# Emil Bock

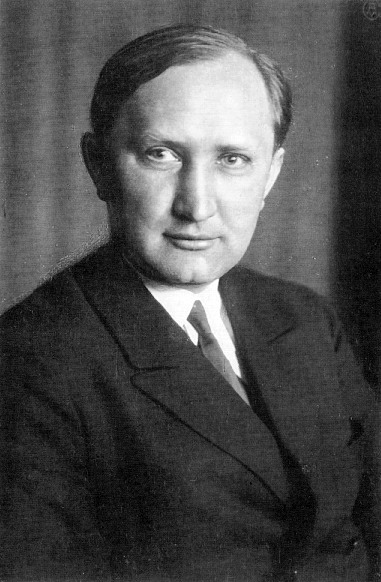
Emil Bock

Emil Bock (* 19. Mai 1895 in Barmen; † 6. Dezember 1959 in Stuttgart) war ein deutscher Anthroposoph, einer der wichtigsten Gründer der Christengemeinschaft und Schriftsteller.

## Leben
Emil Bock wuchs zusammen mit dem acht Jahre älteren Bruder Wilhelm in bescheidenen Verhältnissen in Wuppertal-Barmen auf.
1914 schloss er seine Schulzeit mit dem Abitur ab und begann an der Bonner Universität Germanistik und neuere Sprachen zu studieren. Er meldete sich freiwillig zur Armee und wurde bereits am 31. Oktober 1914 in Flandern an der Front verwundet. Während des Ersten Weltkriegs konnte er nur nebenbei studieren. 1916 begegnete er erstmals dem evangelischen Prediger Friedrich Rittelmeyer in Berlin, besuchte dort philosophische und theologische Vorlesungen und holte das Latinum, das Graecum und das Hebraicum nach. Nach seiner Entlassung aus dem Kriegsdienst studierte er ab 1918 evangelische Theologie in Berlin und schloss 1921 nach dem Vikariat mit einer Lizentiatsarbeit über Schleiermachers historische Denkweise ab.
Bereits im Juni desselben Jahres hatte er mit einigen Gleichgesinnten in Stuttgart am ersten Kursus für Theologen von Rudolf Steiner teilgenommen. Nach einem zweiten Kursus im September 1921 im Goetheanum in Dornach bei Basel machte sich Bock als Sprecher der jungen Theologen zusammen mit Rittelmeyer an die Gründung der Christengemeinschaft, die im September 1922 in Breitbrunn am Ammersee vorbereitet und anschließend in Dornach vollzogen wurde.
Am 13. November 1922 heiratete Bock in Stuttgart Grete Seumer. Mit ihr hatte er vier Kinder.
Bald betraute man ihn mit der Leitung der Priesterseminar-Kurse in Stuttgart, die er 1931 an Gottfried Husemann weitergab. Als Rittelmeyer am 23. März 1938 starb, wurde Bock zu seinem Nachfolger im Amt des „Erzoberlenkers“ der Christengemeinschaft berufen.
Am 12. August 1939 starb seine Ehefrau Grete nach der Geburt des vierten Kindes.
Im Zuge der zwangsweisen Auflösung und „Gleichschaltung“ wurde am 11. Juni 1941 die Christengemeinschaft durch das nationalsozialistische Regime verboten und Bock im Rahmen der Aktion gegen Geheimlehren und sogenannte Geheimwissenschaften ins Schutzhaftlager Welzheim gesperrt. Am 5. Februar 1942 wurde er unter Auflagen wieder entlassen, stand aber bis 1945 unter Beobachtung. Gleich nach Kriegsende begann Bock mit dem Wiederaufbau der Christengemeinschaft in Deutschland.
Als Priester, Schriftsteller und Vortragsredner war Bock bis an sein Lebensende tätig. Er starb im Alter von 64 Jahren am 6. Dezember 1959 in Stuttgart. Sein Nachfolger als Erzoberlenker wurde 1960 Rudolf Frieling.

## Theologie und Philosophie
Als Exeget und Schriftsteller folgte Bock anfangs den anthroposophischen Ideen Rudolf Steiners, entwickelte aber bald seine eigene philosophische Richtung. In seinen Werken setzte er mit der Kirchengeschichte einen Schwerpunkt, thematisierte aber sowohl das Alte wie das Neue Testament.
Emil Bock arbeitete intensiv an einer zeitgemäßen, literarischen Übersetzung des gesamten Neuen Testaments; eine erste Fassung erschien zwischen 1927 und 1933, eine zweite 1950, beide in Betonung ihres provisorischen, nach einer neuen Bibelsprache tastenden Charakters; allerdings zunächst noch nicht in Buchform, sondern in Rundbriefen an seine Freunde. Sein Ziel war, mit Hilfe eines mehr umschreibenden Stils, durch eine neue Sprache und einen neuen Geist, den Wortsinn dieser Texte für ein erneutes Ergreifen ihrer Inhalte durchlässiger zu machen.
Bock deutete wiederholt – etwa in seinem exegetischen Werk Das Evangelium – an, dass er sich mit seinen Gedanken keineswegs nur an ein anthroposophisch orientiertes Publikum wenden wollte, obwohl sein Werk ausschließlich von anthroposophischen Verlagen publiziert wurde. Seine schwungvoll formulierten geistesgeschichtlichen Überblicke fanden aber weit über die Kreise der Anthroposophen hinaus begeisterte Leser wie beispielsweise den Dirigenten Bruno Walter, den Schriftsteller Michael Ende oder den Filmregisseur Ludwig Berger, aber auch viele Kinder und Jugendliche verschlangen seine Werke in den 80er Jahren des zwanzigsten Jahrhunderts. Wie sein Briefwechsel zeigt, war Bock auch mit vielen Persönlichkeiten des deutschen Geisteslebens in Kontakt.

## Schriften
- Zur religiösen Erneuerung (mit Friedrich Rittelmeyer), Sonderdruck (aus Die Drei, Jg. 1, Heft 9), 1922
- Die Kindheit Jesu. Zwei apokryphe Evangelien, Michael Verlag (Christus aller Erde 14/15), München 1924
- Das lichte Jahr. Vom Jahreslauf und den Festen (mit Rudolf Meyer), Verlag der Christengemeinschaft (Christus aller Erde 4), Stuttgart 1924
- Gegenwartsrätsel im Offenbarungslicht (mit Rudolf Frieling, Johannes Werner Klein, Eberhard Kurras und Rudolf Meyer), Verlag der Christengemeinschaft (Christus aller Erde 16), Stuttgart 1925
- Ein Spiel von Johannes dem Täufer. Gemeinde-Spiel zur Sommersonnenwende, Stuttgart 1927
- Beiträge zum Verständnis des Evangeliums, Typoskripte, Stuttgart 1927–29 (neu bearbeitet in zwei Bänden 1950)
  - Neuausgabe als: Das Evangelium. Gesammelte Betrachtungen zum Neuen Testament, Stuttgart 1984 (2. A. 1995), ISBN 3-87838-406-8
- Boten des Geistes. Schwäbische Geistesgeschichte und christliche Zukunft, Stuttgart 1929 (4. A. 1987)
- Die Katakomben. Bilder von den Mysterien des Urchristentums (mit Robert Goebel), Stuttgart 1930 (2., neu bearbeitete Auflage 1960)
- Wiederholte Erdenleben. Die Wiederverkörperungsidee in der deutschen Geistesgeschichte, Stuttgart 1932 (7. A. 1996), ISBN 3-87838-027-5
- Beiträge zur Übersetzung des Neuen Testaments, Typoskripte, Stuttgart 1930–33 (neu bearbeitet in zwei Bänden 1950)
  - Neuausgabe als: Das Neue Testament, Stuttgart 1980; aktuell: Stuttgart 1998, ISBN 3-8251-7221-X
- Beiträge zur Geistesgeschichte der Menschheit, 7 Bände, Stuttgart 1934ff
  - 1 Urgeschichte, 1934 (9. A. 2005), ISBN 3-87838-224-3
  - 2 Moses und sein Zeitalter, 1935 (8. A. 1996), ISBN 3-87838-225-1
  - 3 Könige und Propheten, 1936 (6. A. 1997), ISBN 3-87838-226-X
  - 4 Cäsaren und Apostel, 1937 (7. A. 1999), ISBN 3-87838-227-8
  - 5 Kindheit und Jugend Jesu, 1939 (9. A. 1994), ISBN 3-87838-228-6
  - 6 Die drei Jahre, 1948 (8. A. 1992), ISBN 3-87838-229-4
  - 7 Paulus, 1954 (5. A. 1997), ISBN 3-87838-230-8
- Katholizismus, Protestantismus, Christengemeinschaft. Alte und neue Geistigkeit. Ein Vortrag, Stuttgart 1940
- Im michaelischen Zeitalter, Stuttgart 1948
  - Neuausgabe als: Michaelisches Zeitalter. Die Menschheit vor dem Zeitgewissen, Stuttgart 1979 (2. A. 1995), ISBN 3-87838-265-0
- Reisetagebücher. Italien – Griechenland – Heiliges Land, Stuttgart 1949 (3. üb. A. 1986), ISBN 3-87838-460-2
- Apokalypse. Betrachtungen über die Offenbarung des Johannes, Stuttgart 1951 (5. A. 1997), ISBN 3-87838-362-2
- Die neue Reformation. Vier Vorträge, Stuttgart 1953
- Romanische Baukunst und Plastik in Württemberg, Stuttgart 1958
  - Neu herausgegeben und erweitert als: Schwäbische Romanik, Stuttgart 1973
- Das Zeitalter der romanischen Kunst mit besonderer Berücksichtigung der württembergischen Denkmäler, Stuttgart 1958
- Zeitgenossen – Weggenossen – Wegbereiter, Stuttgart 1959
- Was will die Christengemeinschaft? Zwei öffentliche Vorträge. Herausgegeben von Gottfried Husemann und Kurt von Wistinghausen, Stuttgart 1961
- Rudolf Steiner. Studien zu seinem Lebensgang und Lebenswerk, Stuttgart 1961 (3. erw. A. 1990), ISBN 3-7725-0475-2
- Der Kreis der Jahresfeste, Stuttgart 1962 (6. A. 1999), ISBN 3-87838-244-8
- Briefe, Stuttgart 1968, ISBN 3-87838-030-5
- Das dreifache Mariengeheimnis. Drei Vorträge, Stuttgart 1997, ISBN 3-8251-7147-7